# Renford Rejects
Renford Rejects es una serie de televisión emitida por el canal Nickelodeon. Fue emitida y producida originalmente por Nickelodeon Reino Unido entre 1998 y 2001, con un total de cuatro temporadas. En Estados Unidos, se emitió brevemente por Nick GAS.

La historia se centra en un grupo de aspirantes de un equipo de fútbol que son rechazados por el equipo principal de su escuela.

## Reparto
- Martin Delaney como Jason Summerbee
- Matthew Leitch como Stewart Jackson
- Holly Davidson como Robin Walker
- Paul Parris como Bruno Di Gradi
- Charlie Rolland como Ben Philipps
- Adam Dean como Ronnie Supra
- Roger Davies como Vinnie Rodriguez
- Lucy Punch como Sue White
- Megan Bertie como Mia Smith
- Mohammed George como Dennis Quayle
- Tom Weller como Terry Stoker
- Alex Norton como Eddie McAvoy